# Departamento Ayacucho
Das Departamento Ayacucho liegt im Norden der Provinz San Luis im westlichen Zentrum Argentiniens und ist eine von 9 Verwaltungseinheiten der Provinz. 
Es grenzt im Norden an die Provinzen La Rioja und Córdoba, im Osten an die Departamentos Junín und Libertador General San Martín, im Süden an die Departamentos Coronel Pringles und Belgrano und im Westen an die Provinzen Mendoza und San Juan. 
Die Hauptstadt des Departamento Ayacucho ist San Francisco del Monte de Oro.